# Ana María Sánchez Navarro
Ana María Sánchez Navarro   (Elda, 12 de març de 1959 - Elda, 17 de setembre de 2022) va ser una soprano valenciana. Era llicenciada en Filosofia i Lletres per la Universitat d'Alacant, que li va concedir l'any 2000 el "Llorer d'Or de les Arts".
Va estudiar la carrera de Cant al Conservatori Superior de Música Òscar Esplà d'Alacant, amb la soprano Dolores Pérez. Va continuar els estudis a l'Escola Superior de Cant de Madrid, on va estudiar amb Miguel Zanetti. Ací va obtindre el Premi Extraordinari de fi de carrera "Lola Rodríguez de Aragón". Va debutar a Palma amb l'òpera Nabucco de Verdi en 1994.
Va gravar La vida breve de Manuel de Falla amb Max Valdés, El Pessebre de Pau Casals amb Lawrence Foster, Maror de Manuel Palau amb Enrique García Asensio, Juan José de Pablo Sorozábal amb José Luis Estellés, Gernika de Francisco Escudero amb José Ramón Encinar, Concierto Lírico de ópera y zarzuela del Teatro Real de Madrid amb Jesús López Cobos, i Zarzuela i Dúos de Zarzuela també amb Enrique García Asensio. A més, va participar en els enregistraments d'El duo de la africana del Teatro Real amb Jesús López Cobos, Clásicos Populares 9 amb Enrique García Asensio, Divas del Canto, Voces en la Zarzuela i Gala Lírica 2 amb l'Orquestra de RTVE sota la direcció d'Odón Alonso i Enrique García Asensio.
Va morir el 2022, a 63 anys, després d'haver-se retirat el 2019 del món de la música per patir càncer.